# Zorko (drama)
Zorko je drama Josipa Stritarja, ki jo je napisal leta 1877.

## Osebe
- Zorko, visokošolec
- Zima
- Pribregar
- Kovač Sadnik
- Jela, njegovo dekle
- Vatroslav Zgaga, fantastičen slovanofil
- Čevljarček
- Deklica

## Vsebina

### 1. dejanje
Zaradi kače v žepu je Zorko v hudi stiski, gospodinja mu je odpovedala stanovanje, dolžan je povsod, od doma pa ne dajo nič, naveličali so se dajati, ko ne doštudira in ne, saj ga bolj od pravniških bukev mika vesela družba. Tudi prijatelji so suhi, rešitve ni. Tedaj pride pismo: bogati stric je umrl, Zorko pa je njegov dedič! Zima je navdušen, odpravi se, da bi po celem Dunaju razglasil veselo novico. Jela pa je hudo zadržana: njuna »pogodba« je bila sklenjena pod drugačnimi pogoji, zdaj je vse drugače. Odšla bo v Gradec, kjer je dobila dobro službo, oglasila se bo spet čez dve leti; če bo Zorko takrat še istih misli kot danes naj ji pošlje sporočilo.

### 2. dejanje
Zorko živi na veliki nogi, okrog njega se drenjajo prijatelji in »prijatelji«, vse več pa je tudi prosilcev, saj se je hitro razvedelo, da je Zorko dober in blag in da nikomur ne odreče pomoči. Pomaga revni deklici z bolno materjo, prihajajo pa tudi smešni in naduti rodoljubi, ki se navdušujejo nad slovanstvom in potujejo v majko Rusijo. In seveda prijatelji, ki med požrtijami modrujejo o ženskah in ljubezni.

### 3. dejanje
Ni trpelo dolgo, da je Zorko zapravil vse, a je zdaj bogatejši za nekaj spoznanj: bogastvo še ne prinese sreče, človek zares ima le tisto, kar si je sam pridelal. Znanci so ga zapustili, ostal je sam, se poprijel študija in ga zlahka dovršil; odslej bo pri radodarnosti previdnejši, človeka si bo dobro ogledal in premislil, če mu bo dar res kaj pomagal. Kakor je neznana oseba pomagala njemu, ko mu je poslala denar za rigoroz, da je študij dokončal; kako rad bi jo našel, da bi ji izkazal hvaležnost! S svojim življenjem je zadovoljen, boli ga le misel na Jelo, o kateri so mu znanci pripovedovali, da ji gre dobro in da se menda moži s svojim odvetnikom. Ves čas ji je bil zvest, zdaj si jo mora na silo iztrgati iz srca! Tedaj se pojavi Jela: dve leti sta mimo, prišla je, kot je obljubila. Izkaže se, da so bila poročila znancev le grdo obrekovanje, tudi ona je o Zorku slišala mnogo slabega, a ni verjela, zaupala je in mu poslala denar za rigoroz … Zorko je srečen in hvaležen objame, ona pa ga nagajivo povabi s seboj po nakupih – na Dunaju se dobi več tega, kar je treba nevesti, kakor v Gradcu. Zorko je navdušen, z Jelo bi šel tudi na konec sveta!